# DG Flugzeugbau DG-800
Il Dirks-Glaser DG-800, indicato successivamente come DG Flugzeugbau DG-800, è, a seconda delle versioni, un aliante e motoaliante monoposto commercializzato dall'azienda aeronautica tedesca DG Flugzeugbau GmbH nei primi anni novanta.
Utilizzato principalmente da piloti di club di volo per voli panoramici o di addestramento, è disponibile in diverse versioni, tra cui il DG-800 S che, a differenza del capostipite DG-800, non è equipaggiato con un motore ausiliario per il decollo autonomo. È dotato di flap, carrello e di alcuni spoiler sulle ali.
| DG Flugzeugbau DG-800 S  |
| ------------------------ |
| Equipaggio: 1 pilota     |
| Peso a vuoto: 344 kg     |
| Peso massimo: 600 kg     |
| Altezza: 1.35m           |
| Lunghezza: 7.6m          |
| Apertura alare: 18.00m   |
| Superficie alare: 11.8m2 |

| Velocità massima: 270 km/h      |
| ------------------------------- |
| Velocità di salita: 5.2 m/s     |
| Velocità di discesa: 0.5 m/s    |
| Massimo rapporto di planata: 50 |
| Raggio: 520 km                  |